# Bonorva
Bonorva – miejscowość i gmina we Włoszech, w regionie Sardynia, w prowincji Sassari. Graniczy z Bolotana, Bono, Bottidda, Cossoine, Giave, Illorai, Ittireddu, Macomer, Mores, Nughedu San Nicolò, Semestene i Torralba.
Według danych na rok 2021 gminę zamieszkuje 3233 osób, 21,59 os./km².